# Masdevallia ionocharis
Masdevallia ionocharis es una especie de orquídea epífita originaria de Ecuador a Bolivia.

## Descripción
M. ionocharis planta de tamaño mediano con hojas en forma de remo y flores que aparecen en erectos pedúnculos sobre o apenas por encima del nivel de las hojas. La floración se produce en el verano con una sola flor de 2,5 cm de ancho.

## Cultura
M. ionocharisdebe cultivarse con temperaturas frías. Puede colocarse en una maceta con musgo arbóreo y mantener constantemente la humedad.

## Filogenia, evolución y taxonomía
M. ionocharis fue descubierta en 1875 por Walter Davis en los Andes en el Valle de Sandia, en la Provincia de Carabaya, Perú, a una altitud de 9000 pies (2743,2 m)), donde estaba recolectando plantas para James Veitch & Sons.

## Etimología
El nombre del género deriva de las palabras griegas ion que significa color violeta y charis que significa gracia.